# AIBA世界ユース選手権
AIBA世界ユース選手権 (英語: AIBA Youth World Championships) は、国際ボクシング協会 (AIBA)が主催する、17歳から18歳の競技者を対象としたアマチュアボクシング大会である。世界シニア選手権の下の世代、世界ジュニア選手権（15歳から16歳が対象）の上の世代に当たる大会で、隔年で開催されている。

## 概要
AIBA世界ユース選手権は、1979年に18歳以下の競技者を対象とした大会として日本の横浜で第1回が開催された。1979年の第1回大会から2006年の第14回大会までは「世界ジュニア選手権」の名称で開催され、2018年の第15回大会から「世界ユース選手権」へ改名された。
女子は、2011年に第1回女子選手権がトルコで開催され、2017年の第4回大会までは単独で開催されていた。

### メダル獲得
日本人では、2014年大会でライト級で保坂剛、ライトウェルター級で鈴木稔弘がともに銅メダルを獲得。2016年大会でフライ級で堤駿斗が金メダルを獲得。2017年大会で女子フライ級で木下鈴花、女子バンタム級で入江聖奈がともに銅メダルを獲得。2018年大会でウェルター級で宇佐美正パトリック、女子フェザー級で入江聖奈がともに銅メダルを獲得。2021年大会でライト級で堤麗斗が金メダルを獲得。2022年大会でバンタム級で坂井優太が金メダルを、フライ級で山口瑠、女子フライ級で鈴木美結がともに銅メダルを獲得した。

## 階級
男女ともに以下の10階級で実施される。

### 男子
- ライトフライ級 -49kg
- フライ級 -52kg
- バンタム級 -56kg
- ライト級 -60kg
- ライトウェルター級 -64kg
- ウェルター級 -69kg
- ミドル級 -75kg
- ライトヘビー級 -81kg
- ヘビー級 -91kg
- スーパーヘビー級 +91kg

### 女子
- ライトフライ級 -48kg
- フライ級 -51kg
- バンタム級 -54kg
- フェザー級 -57kg
- ライト級 -60kg
- ライトウェルター級 -64kg
- ウェルター級 -69kg
- ミドル級 -75kg
- ライトヘビー級 -81kg
- ヘビー級 +81kg

## 開催記録

### 男子
出典
| 回                 | 年                 | 開催地                               | 開催月日           |                    |
| 世界ジュニア選手権 | 世界ジュニア選手権 | 世界ジュニア選手権                   | 世界ジュニア選手権 | 世界ジュニア選手権 |
| ------------------ | ------------------ | ------------------------------------ | ------------------ | ------------------ |
| 1                  | 1979               | 日本, 横浜市                         | 12月9日 – 16日     |                    |
| 2                  | 1983               | ドミニカ, サントドミンゴ             | 9月17日 – 24日     |                    |
| 3                  | 1985               | ルーマニア, ブカレスト               | 9月1日 – 9日       |                    |
| 4                  | 1987               | キューバ, ハバナ                     | 6月25日 – 7月6日   |                    |
| 5                  | 1989               | プエルトリコ, バヤモン               | 8月9日 – 17日      |                    |
| 6                  | 1990               | ペルー, リマ                         | 10月13日 – 20日    |                    |
| 7                  | 1992               | カナダ, モントリオール               | 9月25日 – 10月4日  |                    |
| 8                  | 1994               | トルコ, イスタンブール               | 9月8日 – 18日      |                    |
| 9                  | 1996               | キューバ, ハバナ                     | 11月4日 – 10日     |                    |
| 10                 | 1998               | アルゼンチン, ブエノスアイレス       | 11月6日 – 16日     |                    |
| 11                 | 2000               | ハンガリー, ブダペスト               | 11月5日 – 12日     |                    |
| 12                 | 2002               | キューバ, サンティアーゴ・デ・クーバ | 9月15日 – 22日     |                    |
| 13                 | 2004               | 大韓民国, 済州市                     | 6月12日 – 18日     |                    |
| 14                 | 2006               | モロッコ, アガディール               | 9月8日 – 18日      |                    |
| 世界ユース選手権   |                    |                                      |                    |                    |
| 15                 | 2008               | メキシコ, グアダラハラ               | 10月25日 – 11月1日 |                    |
| 16                 | 2010               | アゼルバイジャン, バクー             | 4月25日 – 5月3日   |                    |
| 17                 | 2012               | アルメニア, エレバン                 | 11月29日 – 12月7日 |                    |
| 19                 | 2016               | ロシア, サンクトペテルブルク         | 11月17日 – 27日    |                    |

### 男女共催
| 回 | 年   | 開催地                 | 開催月日        |
| -- | ---- | ---------------------- | --------------- |
| 18 | 2014 | ブルガリア, ソフィア   | 4月14日 – 24日  |
| 20 | 2018 | ハンガリー, ブダペスト | 8月21日 – 31日  |
| 21 | 2021 | ポーランド, キェルツェ | 4月13日 – 23日  |
| 22 | 2022 | スペイン, アリカンテ   | 11月14日 – 26日 |

### 女子
出典
| 回 | 年   | 開催地                   | 開催月日        |
| -- | ---- | ------------------------ | --------------- |
| 1  | 2011 | トルコ, アンタルヤ       | 4月20日 – 30日  |
| 2  | 2013 | ブルガリア, アルベナ     | 9月22日 - 28日  |
| 3  | 2015 | 台湾, 台北市             | 5月16日 – 23日  |
| 4  | 2017 | インド, グワーハーティー | 11月19日 – 26日 |